# Orrtanna
Orrtanna és una concentració de població designada pel cens dels Estats Units a l'estat de Pennsilvània. Segons el cens del 2000 tenia 169 habitants.

## Demografia
Segons el cens del 2000, Orrtanna tenia 169 habitants, 69 habitatges, i 52 famílies. La densitat de població era de 362,5 habitants per quilòmetre quadrat.
Dels 69 habitatges en un 27,5% hi vivien nens de menys de 18 anys, en un 59,4% hi vivien parelles casades, en un 13% dones solteres, i en un 24,6% no eren unitats familiars. En el 18,8% dels habitatges hi vivien persones soles el 8,7% de les quals corresponia a persones de 65 anys o més que vivien soles. El nombre mitjà de persones vivint en cada habitatge era de 2,45 i el nombre mitjà de persones que vivien en cada família era de 2,81.
Per edats la població es repartia de la següent manera: un 22,5% tenia menys de 18 anys, un 7,7% entre 18 i 24, un 24,9% entre 25 i 44, un 27,2% de 45 a 60 i un 17,8% 65 anys o més.
L'edat mediana era de 43 anys. Per cada 100 dones de 18 o més anys hi havia 87,1 homes.
La renda mediana per habitatge era de 41.875 $ i la renda mediana per família de 54.063 $. Els homes tenien una renda mediana de 40.000 $ mentre que les dones 20.673 $. La renda per capita de la població era de 21.257 $. Entorn del 10,6% de les famílies i el 19,9% de la població estaven per davall del llindar de pobresa.

## Poblacions més properes
El següent diagrama mostra les poblacions més properes.